# یودچان
یودچان (به انگلیسی: Udchan) یک روستا در هند است که در کارناتاکا واقع شده‌است.

## خصوصیات
یودچان ۵٬۹۳۳ نفر جمعیت دارد.